# Microregione di Boca do Acre
Boca do Acre è una microregione dello Stato di Amazonas in Brasile, appartenente alla mesoregione di Sul Amazonense.

## Comuni
Comprende 2 municipi:
- Boca do Acre
- Pauini